# Championnat d'Espagne de hockey sur glace 1998-1999
Saison précédente Saison suivante
La saison 1998-1999 est la 25e saison du championnat d'Espagne de hockey sur glace. Cette saison, le championnat porte le nom de Superliga Española.

## Clubs de la Superliga 1998-1999
- FC Barcelone
- ARD Gasteiz
- CH Jaca
- Majadahonda HC
- CG Puigcerdà
- Txuri Urdin

## Première Phase

### Classement
| # | Club           | Joués | V  | N | D  | bp:bc  | +/- | Points |
| - | -------------- | ----- | -- | - | -- | ------ | --- | ------ |
| 1 | FC Barcelone   | 15    | 10 | 2 | 3  | 77:47  | +30 | 22     |
| 2 | CG Puigcerdà   | 15    | 9  | 3 | 3  | 78:43  | +35 | 21     |
| 3 | CH Jaca        | 15    | 8  | 2 | 5  | 57:48  | +9  | 18     |
| 4 | Txuri Urdin    | 15    | 7  | 2 | 6  | 69:63  | +6  | 16     |
| 5 | Majadahonda HC | 15    | 6  | 1 | 8  | 54:69  | -15 | 13     |
| 6 | ARD Gasteiz    | 15    | 0  | 0 | 15 | 37:102 | -65 | 0      |

## Séries finales
Les séries se jouent en matchs aller/retour pour les demi-finales et au meilleur des trois matchs pour la finale.

### Demi-finales
| Équipes      | 1 | 2 |
| FC Barcelone | 4 | 2 |
| Txuri Urdin  | 5 | 4 |

| Équipes      | 1 | 2 |
| CG Puigcerdà | 8 | 4 |
| CH Jaca      | 6 | 3 |

### Finale
| Équipes      | 1 | 2 | 3 | Série |
| CG Puigcerdà | 3 | 6 |   | 0     |
| Txuri Urdin  | 5 | 8 |   | 2     |

Le Txuri Urdin est sacré Champion d'Espagne de hockey sur glace 1998-1999.